# Gare de Støren
La gare de Støren est une gare ferroviaire norvégienne de la ligne de Dovre et de la ligne de Røros, située dans le village de Støren sur le territoire de la commune de Midtre Gauldal dans le comté et région Trøndelag.

## Situation ferroviaire
Établie à 66 mètres d'altitude, la gare  de Støren est établie au point kilométrique (PK) 501,20 de la ligne de Dovre, entre les gares ouvertes de Berkåk et de Hovin, au point de bifurcation (PK) 510,37 de la ligne de Røros, après la gare ouverte de Rognes. Depuis son inauguration le 5 août 1864, la gare a toujours gardé son statut de gare ferroviaire.

## Histoire
La gare de Støren a été mise en service en 1864 lors de l'inauguration de la ligne Trondhjem–Støren. Elle est reliée à la ligne de Røros en 1877 et à la ligne de Dovre en 1921.

### Construction des lignes et écartement des voies
Les voies utilisées avaient un écartement de 1 067 mm (voie étroite). Le passage à un écartement standard s'est fait en plusieurs étapes. Dans un premier temps, la cinquantaine de kilomètres qui sépare Støren de Trondheim a été normalisée lors de travaux qui ont duré du 3 septembre 1919 au 14 septembre 1921. Il y avait donc des voies à double écartement. La section Dombås-Støren, inaugurée en 1921 a été construite directement avec un écartement standard. Quant à la ligne de Røros, il faudra attendre 1941 pour que le passage de voie étroite à voie standard, qui avait débuté en 1917, soit enfin achevé.

### Bâtiments
La première gare a été construite en 1864 par l’architecte Georg Andreas Bull. Mais au printemps 1940, la gare est détruite par les bombardements. Un nouveau bâtiment a été construit dès 1941. Bâtiment qui sera agrandi par la construction d'un étage en 1952. Puis, en 1954, un nouvel agrandissement est construit,.

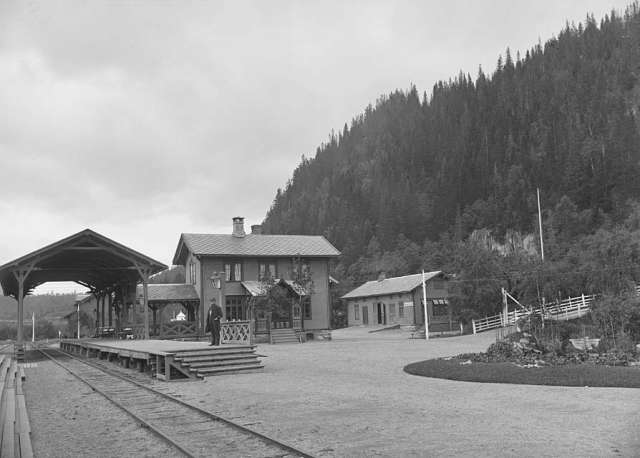
La première gare, années 1880.
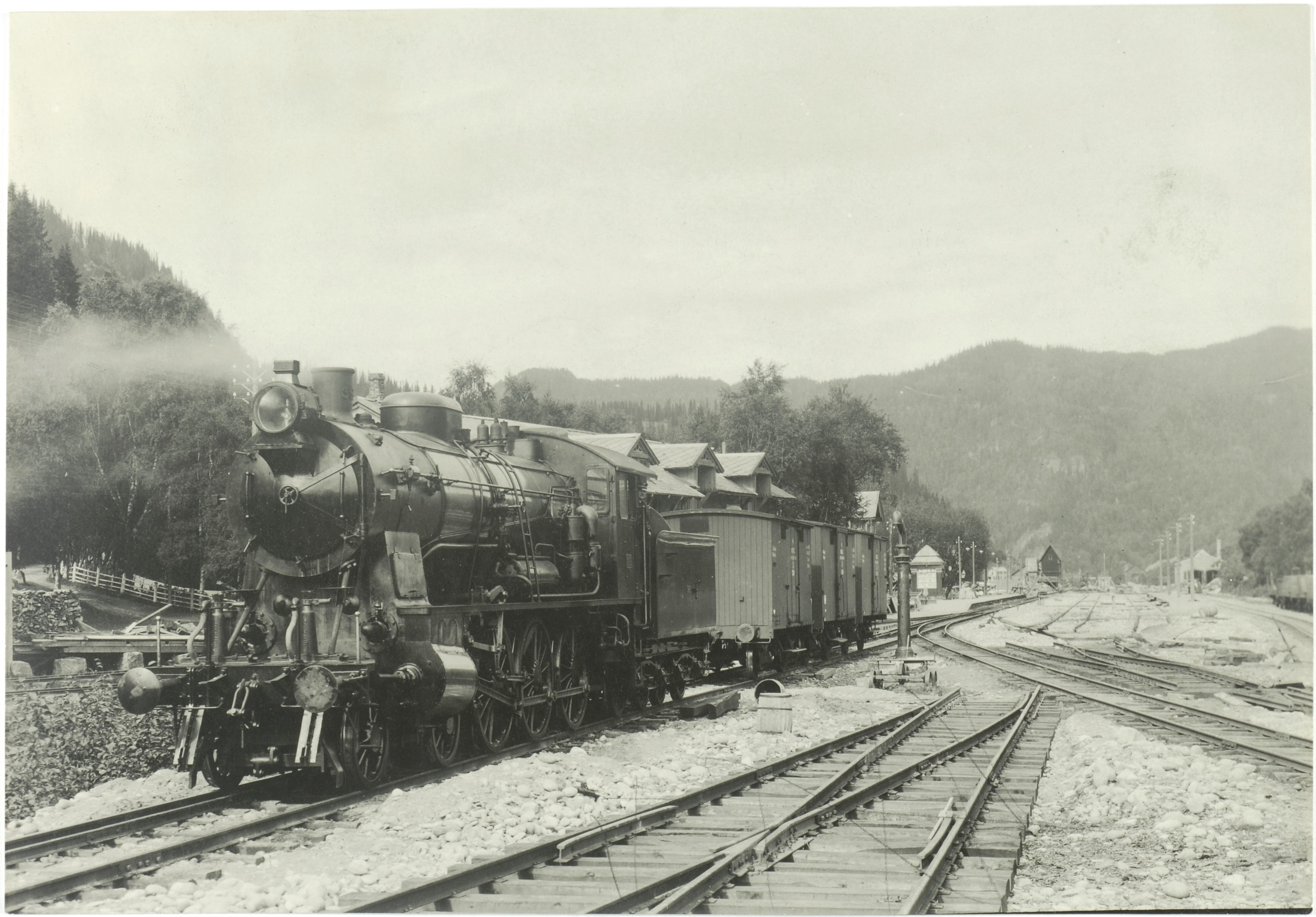
Locomotive à Støren roulant sur une voie à double écartement (années 1920).
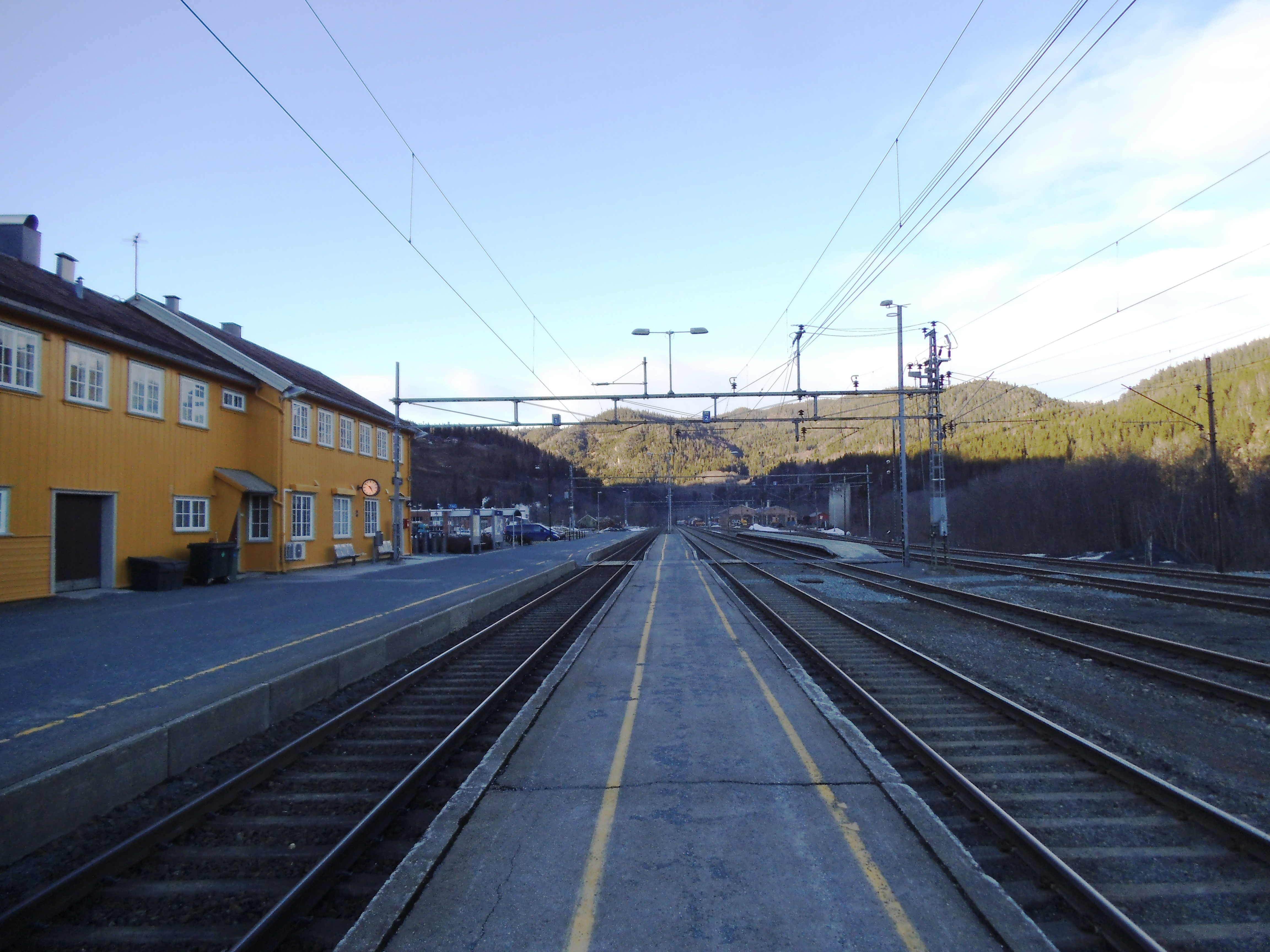
Voies et quais (2015)

## Service des voyageurs

### Accueil
La gare a un parking de 50 places (dont deux pour les personnes à mobilité réduite) ainsi qu'un parking à vélo.
La gare n'a pas d'automates mais un service de consigne à bagages et une salle d'attente ouverte du lundi au vendredi de 6h à minuit, le samedi de 6h à 21h et le dimanche de 8h45 à minuit.

### Desserte
La gare est desservie par un train moyenne distance  et deux trains longues distances.
Longue distance :
- 21 : Oslo-Trondheim
- 25 : (Oslo)-Hamar-Røros-gare centrale de Trondheim

Moyenne distance :
- 26 : Røros-Trondheim-Rotvoll

### Intermodalités
Un arrêt de bus se trouve à proximité de la gare.